# Mees, kes teadis ussisõnu
The Man Who Spoke Snakish (en estonià Mees, kes teadis ussisõnu) és una novel·la de l'autor estonià Andrus Kivirähk, publicada per primera vegada el 2007. Està ambientada en una Estònia imaginària durant l'edat mitjana. La novel·la va ser guardonada amb el premi Stalker de ciència-ficció a Estònia l'any 2008.

## Resum i temes clau
El protagonista és Leemet, un estonià que forma part d'un grup cada vegada menor d'habitants del bosc, que manté les tradicions antigues i parla l'antiga "llengua de serp" que els permet controlar els animals i parlar amb les serps. En l'avaluació d'Alfie Howard i Diane Nelson:
La novel·la està ambientada en una reimaginació fantàstica de l'Estònia del segle XIII durant les croades del nord, quan la terra està sent envaïda i poblada pels cristians germànics. Kivirähk explica la història de Leemet, un dels últims estonians que va continuar vivint un estil de vida de caçador-recol·lector al bosc, que la resta de la seva gent va abandonant a poc a poc en favor de la vida del poble, l'agricultura i el cristianisme. Leemet també és una de les últimes persones (al final de la novel·la, l'última persona) que parla snakish, una llengua antiga que va ser ensenyada als humans per les serps fa moltes generacions i que dona als parlants el poder de controlar la majoria dels animals. La gent de Leemet ha viscut en estreta relació amb el món no humà durant mil·lennis, practicant la seva espiritualitat tradicional als boscos sagrats, caçant animals per carn, explicant mites i històries i embarcant-se en relacions complexes amb membres d'espècies animals no humanes, especialment serps, llops i óssos. La novel·la empra el realisme màgic juntament amb elements del folklore, com ara l'èpica estonia Kalevipoeg [...], el finlandès Kalevala […] i contes populars estonians com "La granota del nord" […] i "El conte". de l'home que coneixia les paraules-serp" [...]. La cultura xamànica dels estonians de Leemet té similituds amb la cultura tradicional finno-úgrica, per exemple, el culte als boscos sagrats (practicat fins avui pel poble mari del Volga rus). En snakish, la forma de vida dels "vells temps" i la llengua snakish estan desapareixent ràpidament a mesura que els caçadors-recol·lectors abandonen el bosc per establir-se als pobles.

## Audiollibres, traduccions i adaptacions
L'any 2008 es va publicar un audiollibre llegit per l'actor estonià Tiit Sukk.
La novel·la ha estat traduïda a l'anglès (2015), així com al txec (2011), letó (2011), francès (amb el títol de L'Homme qui savait la langue des serpents, 2013), rus (2014), danès (2015), holandès (2015), hongarès (2015), espanyol (2017), alemany (2017), macedoni (2019), lituà (2020) i polonès (2020).
El 2009, el desenvolupador de jocs Revaler va llançar un joc de taula amb el mateix nom en cooperació amb el diari Eesti Päevaleht.
La traducció francesa va ser guardonada amb el Grand Prix de l'Imaginaire a la millor novel·la en llengua estrangera l'any 2014.